# Фараон кавказский
Фараон кавказский (лат. Pharaonus caucasicus) — вид жесткокрылых из подсемейства хлебных жуков и хрущиков (Rutelinae) семейства пластинчатоусых. Занесён в Красную книгу Армении.

## Ареал
Распространён в Армении. В прошлом был распространён в окрестностях Еревана, Вагаршапата и Паракара, где ныне исчез. Сейчас этот редчайший жук встречается только в окрестностях Веди и приурочен к зарослям растения жузгуна, тоже занесённого в Красную книгу Армении редкого пустынного кустарника.